# Madhubani
Madhubani è una suddivisione dell'India, classificata come municipality, di 66.285 abitanti, capoluogo del distretto di Madhubani, nello stato federato del Bihar. In base al numero di abitanti la città rientra nella classe II (da 50.000 a 99.999 persone).

## Geografia fisica
La città è situata a 26° 22' 0 N e 86° 4' 60 E e ha un'altitudine di 55 m s.l.m..

## Società

### Evoluzione demografica
Al censimento del 2001 la popolazione di Madhubani assommava a 66.285 persone, delle quali 35.391 maschi e 30.894 femmine. I bambini di età inferiore o uguale ai sei anni assommavano a 10.792, dei quali 5.625 maschi e 5.167 femmine. Infine, coloro che erano in grado di saper almeno leggere e scrivere erano 38.727, dei quali 23.670 maschi e 15.057 femmine.